# Star Wars Arcade
Star Wars Arcade är ett arkadspel som släpptes 1993. Året efter släpptes även en konvertering av spelet till Sega 32X.
Spelet är en nyversion av Star Wars från 1983. Uppdraget är att styra ett rymdskepp i tredjeperson och kämpa mot imperiestyrkor på tre olika banor. Spelets tredje bana har som uppgift att förstöra Dödsstjärnan.